# Godefroy Brossais-Saint-Marc
Godefroy Brossais-Saint-Marc, o Brossay o anche Brossay (Rennes, 5 febbraio 1803 – Rennes, 26 febbraio 1878), è stato un cardinale e arcivescovo cattolico francese.
Era figlio di Godefroy Brossais-Saint-Marc e di Aimie Couarde.

## Biografia
Nacque in una rispettabile famiglia borghese e compì i suoi studi prima a Rennes e poi nel seminario di Saint-Sulpice a Parigi.
I 2 aprile 1831 fu ordinato sacerdote.
Il 12 luglio 1841 divenne vescovo di Rennes e il 3 gennaio 1859 divenne arcivescovo, essendo diventata arcidiocesi la diocesi da lui guidata.
Papa Pio IX lo elevò al rango di cardinale nel concistoro del 17 settembre 1875, con il titolo di Cardinale presbitero di Santa Maria della Vittoria.
Fu impossibilitato a partecipare al conclave del 1878 che elesse papa Leone XIII per motivi di salute: morì infatti sei giorni dopo l'elezione del nuovo papa, il 26 febbraio 1878, all'età di 75 anni.

## Genealogia episcopale e successione apostolica
La genealogia episcopale è:
- Cardinale Guillaume d'Estouteville, O.S.B.Clun.
- Papa Sisto IV
- Papa Giulio II
- Cardinale Raffaele Sansone Riario
- Papa Leone X
- Papa Paolo III
- Cardinale Francesco Pisani
- Cardinale Alfonso Gesualdo di Conza
- Papa Clemente VIII
- Cardinale Pietro Aldobrandini
- Cardinale Laudivio Zacchia
- Cardinale Antonio Barberini, O.F.M.Cap.
- Cardinale Nicolò Guidi di Bagno
- Arcivescovo François de Harlay de Champvallon
- Arcivescovo Hardouin Fortin de la Hoguette
- Cardinale Henri-Pons de Thiard de Bissy
- Cardinale Charles-Antoine de la Roche-Aymon
- Arcivescovo Jérôme-Marie Champion de Cicé
- Arcivescovo Pierre-Ferdinand de Bausset-Roquefort
- Vescovo Claude-Louis de Lesquen
- Cardinale Godefroy Brossais-Saint-Marc

La successione apostolica è:
- Vescovo Armand-René Maupoint (1857)
- Vescovo Félix Fournier (1870)
- Arcivescovo Francis Xavier Leray (1877)
- Vescovo Paul-François-Marie de Forges (1877)